# 梨形原梭螺
梨形原梭螺（学名：Diminovula dautzenbergi）为梭螺科的海螺，是一種海洋腹足綱軟體動物。舊屬原梭螺属，今屬得米梭螺属。

## 分佈
在中国大陆，分布于福建、台湾以南沿海等地，可能生活在浅海。该物种的模式产地在中国海域。

## 外部連結
- 維基物種上的相關：梨形原梭螺